# Lionel Stoleru
Lionel Stoléru (n. 22 noiembrie 1937, Nantes, Franța – d. 1 decembrie 2016, Paris, Franța) a fost ministru în administrațiile președinților francezi Valéry Giscard d'Estaing și François Mitterrand.
Născut în 22 noiembrie 1937 la Nantes, Lionel Stoleru a fost inginer în domeniul minier și profesor de Economie. A fost secretar de stat pentru domeniul Manufacturier în perioada 1974-1978, apoi secretar de stat pentru Muncă și Imigrație, între 1978-1981, înainte de a fi numit ministru pentru Dialog (1988-1991) în Administrația François Mitterrand.
În 2003, Lionel Stoleru a fost numit de premierul Jean-Pierre Raffarin președintele al Consiliului pentru Analize Economice.
În cursul campaniei electorale prezidențiale din 2007, Stoleru l-a susținut pe politicianul de centru-dreapta Nicolas Sarkozy.
În perioada 1990-1997, Lionel Stoleru a fost consilier al premierului român Petre Roman și al președintelui ucrainean Leonid Kravciuk.
Lionel Stoleru este fiul lui Elie (Ilie) Stoleru, originar din județul Vaslui.

## Publicații
- L'équilibre et la croissance économiques, 1968
- L'impératif industriel, 1969
- Vaincre la pauvreté dans les pays riches, 1974
- La France à deux vitesses, 1982
- L'Alternance tranquille, 1985
- L'Ambition internationale, 1987
- L'Économie, 1999
- La vie, c'est quoi Monsieur le Ministre ?, 2003.
- Rapport au premier ministre sur l'introduction d'un Small Business Act, 2008[11]
- Les Iris jaunes, Éditions Anne Carrière, 2015 (roman)
- L'homme initial, L'Harmattan, 2016 (roman)